# 天国の日々
『天国の日々』（Days of Heaven）は、1978年のアメリカ製作の映画。
20世紀初頭のテキサスの農場を舞台に、雇われた労働者達の姿と、人間の弱さと脆さを描く。ネストール・アルメンドロスによる徹底したリアリスティックで美しい映像が高く評価されている。

## ストーリー
第一次世界大戦が始まったころ、語り手のリンダ（リンダ・マンズ）と彼女の兄ビル（リチャード・ギア）、そして兄の恋人アビー（ブルック・アダムス）は、農場の麦刈り人夫として雇われてテキサスに赴いていた。ビルは、「そのほうが世の中を渡りやすい」ので、アビーとは兄妹であると偽っていた。
農場での仕事はきつく、アビーは手を傷めてしまった。ビルは医者の馬車から薬を盗みに行き、医者が農場主のチャック（サム・シェパード）に余命1年を宣告しているのを聞いた。
チャックはアビーに心惹かれていた。刈入れが終わって労働者たちは帰ることになっていたが、チャックはアビーに残って欲しいと頼んだ。ビルにとっては農場主の財産を乗っ取るチャンスだった。チャックはアビーに求婚した。ビルはアビーに「どうせ長くない生命だから」と説得し、結婚式を挙げた。
ビルたちは王様のような暮らしをすることができたが、やがてチャックはビルとアビーの関係に疑いを抱くようになった。巡行中の芸人たちが現れた夜、ビルとアビーが接吻している姿をみて、チャックの疑惑は確信に変わり、ビルに詰問した。ビルは芸人たちと一緒に立ち去ることにした。
刈入れの秋になると、ビルはバイクで戻ってきた。イナゴの大群が農作物を襲った。追い払おうとしたが農地が火事になってしまう。チャックの怒りも燃え上がった。チャックは銃を持ってビルを殺そうとしたが、ビルに刺されて死んでしまった。
ビルとアビーとリンダは逃亡したが、やがて見つかってしまい、ビルは射殺される。アビーはリンダを孤児院に入れたが、夜になるとリンダは脱走し、再会した友人とともに歩いていった。

## キャスト
※括弧内は日本語吹替
- ビル：リチャード・ギア（池田秀一）
- アビー：ブルック・アダムス（井上瑤）
- 主人：サム・シェパード（野島昭生）
- リンダ：リンダ・マンズ（岡本麻弥）
- サム：ロバート・J・ウィルク（大宮悌二）
- リンダの友達：ジャッキー・シュルティス（深見理佳）
- 会計士：ボブ・ウィルソン（北村弘一）
  - その他の声の吹き替え - 藤本譲、小関一、伊井篤史、島香裕、石塚運昇、滝沢ロコ、荒川太郎、鈴木勝美、江沢昌子
  - 日本語制作スタッフ - 演出：小山悟、翻訳：山田小枝子、調整：荒井孝、効果：遠藤堯雄・桜井俊哉、担当：鳥沢真二、制作：東北新社

## 解説
- 先にアルメンドロスは『野性の少年』において自然光とロウソクをうまく利用して照明装置を最小限に抑えた撮影法を試みていた。これを見たマリック監督がアルメンドロスを撮影監督に指名した。アルメンドロスはマリック監督の処女作『地獄の逃避行』をみて「この監督のもとでなら有益な仕事ができる」と考えて承諾したという。実際、ハリウッド的な照明システムをほとんど採用しなかったアルメンドロスと現場のスタッフとのあいだにはいさかいが絶えなかったが、マリックが全面的にアルメンドロスを支持したため、撮影を続けることができた。
- 夕暮れ時のシーンは全て「マジック・アワー（魔法の時間）」と呼ばれる時間帯に撮影された。マジック・アワーとは日が沈んでから完全に夜になるまでの約20分ほどの時間のことで、沈んでしまった太陽から洩れた仄かな光がどこからともなく差し込んできて風景全体を柔らかく包むため、自然や人物が劇的に美しく見える時間帯である。撮影のチャンスが1日20分しかないため、長尺の映画のほとんどをこの時間での撮影に費やすことは極めて異例であった。
- 日中の撮影で、2人の人物が対面して話をするシーンなどでは、順光と逆光で切り返しショットに違いが出てしまう。アルメンドロスはこれを解決するために2人とも逆光の位置で撮影してあとで編集するという方法をとった。対面する人物の両方が逆光になるという奇妙な事態（「太陽が2つある」）になったが、アルメンドロスが意図した通りの効果は得られた。
- 撮影は実際にはテキサスではなく、カナダのアルバータ州南部で行われた。これは経済的な理由と、栽培されている麦が昔ながらのものであったこと、そこでの生活が映画の雰囲気とマッチしていたためである。住民は迫害を逃れてやってきたフッター派の人々であり、現代文明から隔絶された生活を守っていた。彼らはエキストラとして映画に参加している。
- フランソワ・トリュフォー監督の『恋愛日記』の撮影が決まっていたアルメンドロスは撮影の途中でフランスに帰国しなければならなくなったが、アルメンドロスの指名で後を引き継いだハスケル・ウェクスラーが作風を合わせてくれたので、アルメンドロスも見分けがつかないほどの完成度となった。
- イナゴが襲来するシーンではカナダの農業省に集めてもらった本物の数千匹のイナゴが使われている。ただしロングショットで大群をとらえたシーンはピーナッツの殻などをばら撒いた映像による。
- 日本ではCICがお蔵入りして長らく公開されなかったが、東急レクリエーションの交渉により1983年にシネマスクエアとうきゅうにて劇場初公開された[2]。その後2011年8月に特集上映、2025年4月には、監督監修による4Kレストア版でリバイバル公開された。

## 受賞歴
- 1978年 アカデミー撮影賞受賞（ネストール・アルメンドロス）、作曲賞・音響賞・衣装デザイン賞にノミネート。
- 1979年 カンヌ国際映画祭監督賞受賞。
- 1978年 全米映画批評家協会賞の監督賞と撮影賞を受賞。
- 1978年 ニューヨーク映画批評家協会賞の監督賞
- 1978年 ロサンゼルス映画批評家協会賞の撮影賞